# Rockwell International

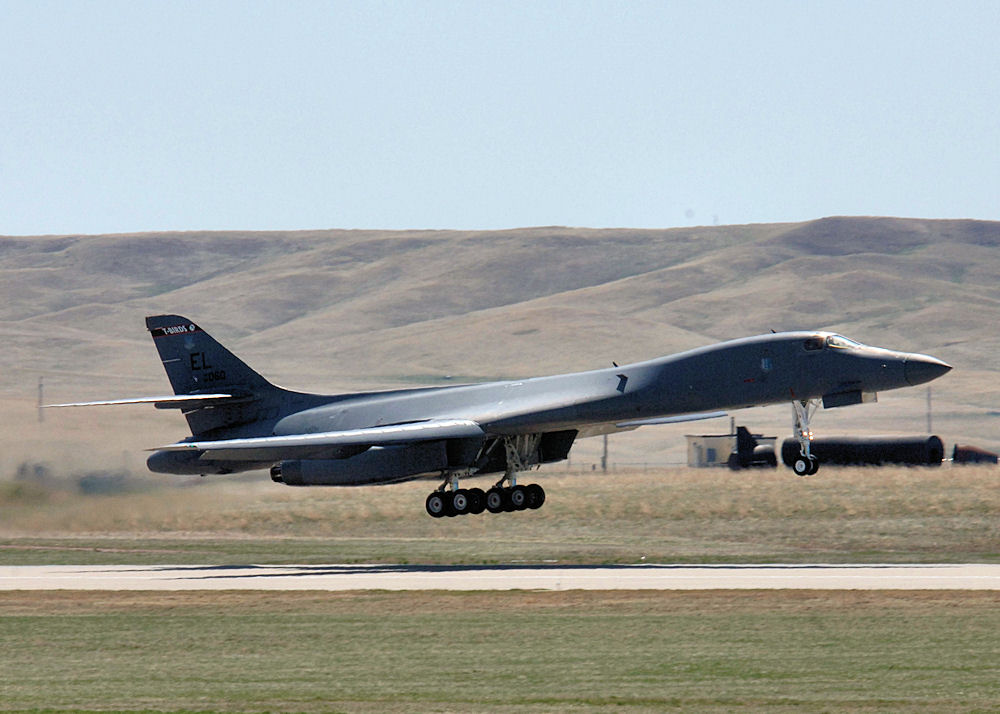
Rockwell B-1

Rockwell International, «Ро́куэлл» — американский производственный конгломерат второй половины XX века. Производил самолёты, космические корабли. «Рокуэлл» был основан в 1919 году Уиллардом Рокуэллом. На своем пике в 1990-х годах «Рокуэлл» занимала 27-е место в списке Fortune 500 с активами более 8 млрд долларов, продажами в 27 млрд долларов и 115 000 сотрудников.
Около половины доходов от продаж продукции и предоставляемых услуг составлял федеральный клиентский сектор обслуживания военных заказов (без учёта иностранных заказчиков американского вооружения и военной техники). В 1980-е годы стабильно входила в дюжину крупнейших подрядчиков военно-промышленного комплекса США по объёму заказов.

## История
В конце 1920-х годов в США в авиации сформировалось три крупных концерна: Aviation Corporation of the Americas (позже слившийся с Pan Am), United Aircraft and Transportation (консорциум Boeing/Rentschler) и North American Aviation, которую создал финансист Клемент Киз (Clement Keys). North American был крупным холдингом, включавшим 45 компаний: производителей самолётов и авиационных двигателей и несколько авиалиний. Холдинг сильно пострадал с началом Великой депрессии и в 1930 году был куплен General Motors; в 1936 году под давлением Сената США авиационным концернам, включая North American, пришлось разделить производителей самолётов и авиакомпании. В годы Второй мировой войны North American выпустила больше военных самолётов, чем любой другой авиапроизводитель США, среди моделей были P-51 Mustang, B-25 Mitchell и T-6 Texan.
С окончанием Второй мировой войны компания продолжила выпуск военных самолётов, в том числе с использованием разработок, вывезенных американцами из Германии; уже в 1949 году начался серийный выпуск первого реактивного истребителя компании F-86 Sabre, широко применявшийся во время войны в Корее. В 1948 году General Motors продала свою долю в North American. Вскоре были созданы новые подразделения: ракетное, авионики и атомной энергетики. Основой ракетного подразделения стала дочерняя компания Rocketdyne, разработавшая и производившая такие ракеты, как «Тор», «Юпитер», «Атлас» и «Редстоун» (последняя использовалась как в военной, так и в космической программах). Репутацию компании сильно испортила авария 27 января 1967 года во время наземных испытаний космической капсулы «Аполлон-1». Возникшие финансовые затруднения привели к слиянию с Rockwell-Standard в марте того же года; Rockwell-Standard была основана в 1919 году в Висконсине и на момент слияния была в числе крупнейших в мире производителей автокомплектующих. Председателем объединённой компании стал Уиллард Рокуэлл, а президент и генеральный директор North American Джон Этвуд сохранил те же посты; формально Rockwell-Standard с выручкой 636 млн долларов поглотила North American с выручкой 2,37 млрд долларов.
Первоначально объединённая компания была названа North American Rockwell; она оставалась одним из крупнейших подрядчиков НАСА, в частности разработала двигатели к ракете-носителю «Сатурн-5», но её участие теперь не афишировалось. В 1973 году была поглощена Collins Radio Company, разработавшей в 1955 году первый модем; в том же году название компании было изменено на Rockwell International. В 1979 году компанию возглавил Роберт Андерсон. В сфере производства вооружений в этот период наиболее крупным проектом был сверхзвуковой бомбардировщик B-1 Lancer. Середина 1980-х годов для компании была отмечена расследованием относительно завышения расценок по правительственным контрактам и катастрофой шаттла «Челленджер», в производстве которого Rockwell принимала значительное участие. В 1985 году за 1,7 млрд долларов была куплена Allen-Bradley Company; эта компания была основана в 1903 году для выпуска реостатов, базировалась в Милуоки, на момент поглощения была крупнейшим в США производителем оборудования для автоматизации производства. В 1988 году компанию возглавил Дональд Билл (Donald R. Beall), основной задачей он поставил снижение зависимости от оборонных контрактов и расширение производства электроники. Была упрощена структура управления, дочерние компании были сгруппированы по четырём подразделениям: электроника, автокомплектующие, печатное оборудование и аэрокосмические технологии. Доля правительственных заказов в выручке сократилась с 50 % в 1988 году до 23 % в 1993 году. В то же время на Rockwell в 1994 году приходилось 80 % мирового производства модемов, устанавливавшихся в компьютеры и факсы. Производство средств автоматизации производства было расширено в 1995 году покупкой за 1,6 млрд долларов Reliance Electric Company; эта компания была основана в 1904 году в Кливленде, Огайо, выпускала различные электромоторы.
В 1996 году началась крупная реорганизация Rockwell International, в начале года за 600 млн долларов было продано подразделение печатного оборудования, а затем за 3,2 млрд долларов «Боингу» было продано аэрокосмическое подразделение. Доля правительственных заказов сократилась до 6 %. В сентябре 1997 года производство автокомплектующих было выделено в самостоятельную компанию Meritor Automotive. В декабре 1998 года была создана ещё одна независимая компания, Conexant Systems, в которую вошли активы по производству полупроводниковых компонентов. В 1999 году штаб-квартира была перенесена из Коста-Месы в Калифорнии в Милуоки, где находилось большинство предприятий по производству средств автоматизации. Однако и это подразделение претерпело изменения, было закрыто несколько заводов и сокращено 3 тыс. из 27 тыс. сотрудников. Списание активов привело к чистому убытку в 437 млн долларов на выручку 6,75 млрд долларов в 1998 финансовом году. Последним этапом трансформации стало отделение производства авиационной электроники в компанию Rockwell Collins в июне 2001 года. Тогда же название Rockwell International было изменено на Rockwell Automation.